# Банк Японии
Банк Япо́нии (яп. 日本銀行 Нихон гинко:) — центральный банк Японии.

## История
В 1873 году на основе Закона о национальных банках, почти копировавшего американский закон 1863 года, в Японии были учреждены национальные банки. До 1876 года возможности банков в финансировании промышленности и торговли были ограничены ввиду недостаточного металлического покрытия эмитируемых банками банкнот. В 1876 году банки получили право выпуска банкнот под облигации государственного займа, вследствие чего количество банков в стране резко увеличилось, и в конце 1870-х годов в Японии уже насчитывался 151 банк.
Резкий рост банков и неконтролируемая эмиссия привели к увеличению инфляции. Для того, чтобы не допустить краха экономики, в 1882 году был учреждён Банк Японии. Банк был основан сроком на 30 лет, основной целью его деятельности было уменьшение инфляции.
С 1885 года банк стал выпускать банкноты, обмениваемые на серебро. Законом 1889 года были установлены правила банкнотной эмиссии. Впредь банкноты, эмитируемые Банком Японии в обращение, должны были быть покрыты на 100 % серебром, за исключением не покрытого предела в 70 млн иен; в 1897 году непокрытый предел был увеличен до 85 млн, а в 1899 году — до 120 млн иен. Банк мог произвести дополнительную эмиссию банкнот сверх установленного предела только с разрешения министра финансов. В этом случае он был обязан уплатить налог с эмиссии (не менее 5 %), ставка которого в каждом отдельном случае устанавливалась главой Министерства финансов Японии.
В 1897 году Япония перешла на систему золотого монометаллизма, чему способствовала контрибуция, полученная Японией от Китая по Симоносекскому договору. Банкноты мог эмитировать только Банк Японии и по требованию их держателей обменивать на золото в своих кассах. Иены, выпускавшиеся банком, стали законным платёжным средством на всей территории страны. С выпущенных банкнот Банк Японии ежемесячно платил налог в размере 1,25 % годовых. С декабря 1931 года был прекращён размен банкнот Банка Японии на золото.
Впоследствии срок функционирования банка был продлён ещё на 30 лет, а в 1942 году был издан закон, согласно которому Банк Японии стал подконтролен правительству. Министр финансов Японии получил право самостоятельно изменять подзаконные акты банка. В 1949 году был создан Политический совет, который стал определять интересы государства в области монетарного регулирования. В 1979 году Закон о банке был модернизирован, и центральный банк получил бессрочный статус. С 1 апреля 1998 года вступил в силу новый Закон о Банке Японии, согласно которому банк стал независимым от Министерства финансов.

## Функции
Банк Японии осуществляет следующие функции:
- выпуск банкнот;
- реализация кредитной политики (изменение нормы обязательных резервов, операции на финансовых рынках, регулирование учётной ставки процента);
- осуществление взаиморасчётов коммерческих банков;
- мониторинг и проверка финансового положения и состояния менеджмента финансовых учреждений;
- проведение операций с государственными ценными бумагами;
- осуществление международной деятельности;
- выполнение экономического анализа и проведение теоретических исследований.

## Процентная ставка
Для осуществления денежно-кредитной политики в стране Банк Японии устанавливает процентную ставку, по которой банки могут привлекать и размещать средства. С 2001 года по 2006 год процентная ставка была равна нулю. С февраля 2007 года по октябрь 2008 года была установлена ставка в 0,5 %, с 1 ноября 2008 года по 18 декабря 2008 года — 0,3 %, с 19 декабря 2008 года по 4 октября 2010 года — 0,1 %. 5 октября 2010 года Банк Японии снизил процентную ставку до диапазона 0 — 0,1 %.

### Введение отрицательной процентной ставки
29 января 2016 года процентная ставка Банка Японии снижена до отрицательного значения −0,1 %. Осенью 2016 года на очередном собрании совета директоров Банка Японии было принято решение оставить процентную ставку −0,1 % без изменений.
19 марта 2024 Банк Японии поднял ставку с −0,1 % до диапазона 0 — 0,1 %. Япония стала последней из стран, где в предшествующий период действовала отрицательная процентная ставка.

## Управляющие
1. Shigetoshi Yoshihara
2. Tetsunosuke Tomita
3. Koichiro Kawada
4. Yanosuke Iwasaki
5. Tatsuo Yamamoto
6. Shigeyoshi Matsuo
7. Такахаси Корэкиё
8. Yataro Mishima
9. Junnosuke Inoue
10. Otohiko Ichiki
11. Junnosuke Inoue
12. Hisaakira Hijikata
13. Eigo Fukai
14. Seihin Ikeda
15. Toyotaro Yuki
16. Кэйдзо Сибусава
17. Eikichi Araki
18. Хисато Итимада
19. Eikichi Araki
20. Masamichi Yamagiwa
21. Makoto Usami
22. Tadashi Sasaki
23. Teiichiro Morinaga
24. Haruo Maekawa
25. Satoshi Sumita
26. Yasushi Mieno
27. Yasuo Matsushita
28. Masaru Hayami
29. Toshihiko Fukui
30. Масааки Сиракава
31. Харухико Курода
32. Кадзуо Уэда